# 古高松南站
古高松南站（日语：／ Furutakamatsu-minami eki */?）是一座位於日本香川縣高松市高松町字津之村，隸屬於四國旅客鐵道（JR四國）的鐵路車站。車站編號為T22，與木太町站及讚岐牟禮站均屬日本國有鐵道於末期時所設立的通勤車站，以方便屬高松市近郊地區的居民使用，車站建於國道11號「志度街道」旁，並只停靠普通列車。
車站名取名為「古高松南」，是因為高松琴平電氣鐵道的志度線已經設立了古高松站。然而，兩站的直線距離超過700米，步行距離亦有1公里。反而本站和志度線的八栗站的距離較近，但步行距離也要650米。

## 車站結構
本站採用簡易車站規格，因此並不設有站舍，亦不設有附儲物室及洗手間的綜合式候車亭，有蓋候車亭設於月台中央位置，設置了數個座位供候車客使用，候車亭旁為小屋式的自動售票機。
設有側式月台1個，只能提供1線1面的配置，列車並不能在本站交換行駛。月台的有效長度為4輛。由於站台闊度相對較窄，當不停站列車通過時的氣流可能會造成危險，因此自動售票機的小屋有時成為了乘客等候的地方。
車站入口設於月台末端向屋島站方向，分別設有樓梯出入口及無障礙斜道出入口。列車停靠時，往栗林及高松方向為右側上落；往志度及德島方向則左側上落。

### 月台配置
| 路線    | 方向 | 目的地               |
| ------- | ---- | -------------------- |
| ■高德線 | 下行 | 德島、阿南、牟岐方向 |
| ■高德線 | 上行 | 高松方向             |

## 歷史
- 1986年11月1日：開業。
- 1987年4月1日：日本國鐵分割民營化，車站的營運由JR四國繼承。

## 歷年乘客人數
- 218人（2008年度）
- 210人（2009年度）

## 相鄰車站
四國旅客鐵道（JR四國）
■高德線
屋島（T23）－古高松南（T22）－八栗口（T21）